# 篠原儀治
篠原 儀治（しのはら よしはる、1924年（大正13年）11月14日 - 2021年（令和3年）4月11日）は、日本のガラス工芸家である。

## 経歴・人物
東京都の生まれ。1937年（昭和12年）頃に実父の篠原又平に師事し、風鈴の制作に携わる。篠原が制作した風鈴の作風は型を用いない宙吹きであり、内側から絵を描き音を良くするために鳴り口がギザギザになっている工夫が施されているものであった。1965年（昭和40年）にはその作品を自ら「江戸風鈴」と名付けたことで多くのテレビ番組やラジオ番組に取り上げられ、1982年（昭和57年）には江戸川区における無形文化財に認定され名を馳せた。
これによって翌1983年（昭和58年）には江戸川区伝統工芸会の会長に就任し、1984年（昭和59年）に放送された『ロマンス』（NHK連続テレビ小説）におけるガラス工芸指揮を務める。同年にはアメリカ合衆国のシアトルおよびシカゴ、オランダのロッテルダムで職人芸を披露し海外でもその名を広めた。その後も1985年（昭和60年）には中華人民共和国で、1990年（平成2年）にはロサンゼルスやニューヨーク、ウィーンでも披露している。1989年（平成元年）には自宅で自身が制作した風鈴が展示されている江戸風鈴資料館を開設し、2004年（平成16年）には名誉都民にも認定された。2021年4月11日に膀胱癌のため死去。

## 受賞歴
- 大東京祭功績賞 - 1985年（昭和60年）受賞[3]。
- 江戸川区文化功績賞 - 1988年（昭和63年）受賞[3]。
- 東京都知事賞 優秀技能者賞 - 1989年（平成元年）受賞[3]。
- 文部科学大臣賞 - 2006年（平成18年）受賞[3]。